# Sachari Sograf

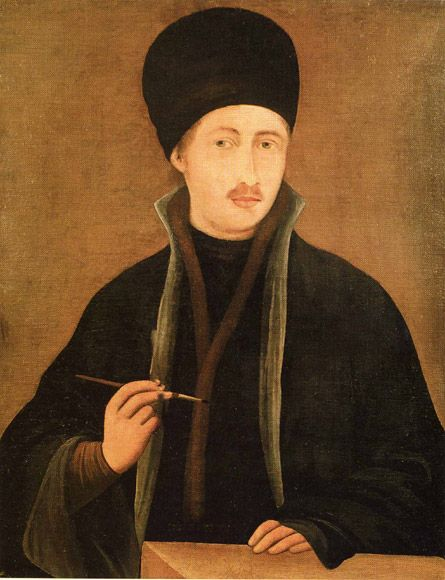
Selbstporträt von Sograf (heute in der bulgarischen Nationalgalerie)

Sachari Christowitsch Dimitrow (bulgarisch Захарий Христович Димитров; * um 1810 in Samokow; † 14. Juli 1853 ebenda), bekannt als Sachari Sograf (Захарий Зограф), war ein bulgarischer Künstler und Ikonenmaler in der Epoche der Nationalen Wiedergeburt Bulgariens.

## Leben
Sograf wurde um 1810 als Sohn des Begründers der Samokower Malerschule, Christo Dimitrow, geboren. Dimitrow hatte die Ikonenmalerei im Kloster Hilandar erlernt und war um 1790 nach Wien gegangen, wo er zu einem Meister ausgebildet wurde. Später unterrichtete er seine Söhne in der Ikonenmalerei. Nach dem frühen Tod des Vaters arbeitete Sachari in der Werkstatt seines älteren Bruder Dimiter, von dem er sich 1842 allerdings trennte und dann selbständig arbeitete. Zu seinem Mentor wurde in dieser Zeit der Geistliche Neofit Rilski.
Zu den frühesten eigenständigen Arbeiten Sografs gehören die Fresken der Sveti-Konstantin-i-Elena-Kirche in Plowdiw. Sein größtes Verdienst ist es, der stagnierenden bulgarischen Kirchenmalerei neue Inspiration gegeben zu haben. Er vermengte Einflüsse westeuropäischer und russischen Kunst mit der eng an den alten byzantinischen Stil angelehnten Kirchenkunst seines Heimatlandes und brachte so die Alltagswelt in die Kirchenmalerei. Seine Arbeiten stellen den Übergang von der kirchlichen zur profanen Malerei in Bulgarien dar. Dabei war er ungewöhnlich produktiv und schuf in seinem kurzen Leben Hunderte von Werken, darunter in den Klöstern von Batschkowo (1841), Rila (1842/46), Trojan (1847/49) und Preobrajenski (1851). 1851 und 1852 verbrachte er am Athos und bemalte im Kloster Megisti Lavra den äußeren Narthex. Nach seiner Rückkehr nach Samokow im Jahr 1853 erkrankte Sograf an Fleckfieber und erlag der Krankheit im Alter von etwa 43 Jahren.